# Любен Божков (певец)
Любен Божков е известен български народен певец от Македонската фолклорна област.

## Биография
Роден е на 20 март 1946 година в светиврачкото село Виногради (Манджово). Учи народни песни от майка си и от баща си. Започва да се изявява като певец още като ученик, а първите му песни са пуснати по Радио София в 1966 година. Изпълнява хороводни, любовни, битови и други песни от родния му Мелнишки край. Издава няколко плочи - самостоятелни и в дует с дъщеря си Весела Божкова, като популярността им стига своя връх в 70-те и 80-те години. Записват над 300 песни.